# Rui Costa (cyklista)
Rui Alberto Faria da Costa (* 5. října 1986) je portugalský profesionální silniční cyklista jezdící za UCI WorldTeam EF Education–EasyPost. Mezi jeho největší úspěchy patří vítězství v závodě mužů na mistrovství světa v silniční cyklistice a trojnásobné celkové vítězství na závodu Tour de Suisse, dále je držitel tří vítězných etap na Tour de France.

## Hlavní výsledky
2007-2020
2021
2. místo Grand Prix of Aargau Canton
Tour de Suisse
7. místo celkově
2022
Kolem Ománu
3. místo celkově
Saudi Tour
3. místo celkově
Tour du Limousin
10. místo celkově
2023
Volta a la Comunitat Valenciana
 celkový vítěz
vítěz 5. etapy
1. místo Japan Cup
1. místo Trofeo Calvià
Vuelta a España
vítěz 15. etapy
2. místo La Drôme Classic
4. místo Strade Bianche
4. místo Figueira Champions Classic
5. místo Gran Piemonte
8. místo Clásica de San Sebastián
9. místo Classic Sud-Ardèche
Volta ao Algarve
10. místo celkově
2024
Národní šampionát
 vítěz silničního závodu
3. místo v časovce
6. místo Trofeo Calvià
10. místo Grand Prix of Aargau Canton

#### Výsledky na Grand Tours
| Grand Tour      | 2009 | 2010 | 2011 | 2012 | 2013 | 2014 | 2015 | 2016 | 2017 | 2018 | 2019 | 2020 | 2021 | 2022 | 2023 | 2024 |
| --------------- | ---- | ---- | ---- | ---- | ---- | ---- | ---- | ---- | ---- | ---- | ---- | ---- | ---- | ---- | ---- | ---- |
| Giro d'Italia   | —    | —    | —    | —    | —    | —    | —    | —    | 27   | —    | —    | —    | —    | 44   | —    | —    |
| Tour de France  | DNF  | 73   | 90   | 18   | 27   | DNF  | DNF  | 49   | —    | —    | 53   | —    | 77   | —    | 67   | 68   |
| Vuelta a España | —    | —    | —    | —    | —    | —    | —    | —    | 43   | —    | —    | 44   | —    | —    | 41   | DNF  |

| —   | Nezúčastnil se |
| DNF | Nedokončil     |